# Fårup Kirke (Randers Kommune)
 For alternative betydninger, se Fårup Kirke. (Se også artikler, som begynder med Fårup Kirke)
Fårup Kirke er sognekirken i Fårup Sogn, Randers Nordre Provsti i Århus Stift.
Den ligger i landsbyen Fårup lidt nordvest for Randers i Randers Kommune; indtil Kommunalreformen i 1970 lå den i Nørhald Herred i Randers Amt.

## Beskrivelse af kirken
Kor og skib er opført i romansk tid af kridtstenskvadre og enkelte granitkvadre. Norddøren anes i murværket, syddøren er stadig i brug men rundbuestikket er delvist skjult af våbenhusets loft. Skibet er blevet forlænget i romansk tid. I sengotisk tid fik kirken tilføjet tårn, som blev nedrevet i 1742. Våbenhuset er ligeledes fra sengotisk tid, den fladbuede dør sidder i tvilling-spidsbuet spejl, flankemurene har savskiftegesimser, i østmuren er der vinduer i to etager.
I sengotisk tid fik kor og skib indbygget hvælv. Den falsede korbue er bevaret med skråkantprofilerede kragsten og sokler. Altertavlen fra omkring 1900 har et maleri efter Carl Bloch. Prædikestolen er fra 1634. I kirken ses et epitafium i akantusbarok fra omkring 1700 over rådmand Niels Jensen Schiøtt og hustru Else Klog.
I korbuen afdækkede Magnus Petersen kalkmalerier i 1889-90, de blev genrestaureret af Egmont Lind i 1938. Kalkmalerierne dateres til 1225-50. I korbuens top ses Korslammet i medaljon, omkring Korslammet ses to medaljoner med Kain og Abel, korbuen er ornamenteret med korsblomster. I nordvangen ses Abel med glorie og et ret stort lam i favnen, på medaljonens kant står GRATUM MUNUS DEDIT IMMACULAT (:gav gerne det ubesmittede offer). I sydvangen ses Kain, det er bemærkelsesværdigt, at også han har glorie, han holder et kornneg i favnen, på medaljonens kant står REUS INVENTUS FRA (:fundet skyldig i brodermord).
De gotiske hvælvinger har dekorativ udsmykning med dobbelt bueslag og blade fra omkring 1500; i korets nordkappe ses en stiliseret pelikan. I skibets første fag ses rosetter i østkappen. I sviklerne ses dekorative udsmykninger om svikkelhullerne. En del af svikkelhullerne er dekoreret med en kirkelignende form med kors på taget. Desuden ses en løbende figur med et redskab i hånden; det kunne være Døden med leen eller en håndværker med et redskab. Endelig ses en firkantet rød form, hvor svikkelhullet danner en hale.
Den romanske granitfont har palmetteornamenter under rundbuefrise på kummen. Fonten er medtaget i Mackeprang under "Almindelig del" side 49 som eksempel på fonte med palmetter. Fonten er ikke registreret i Mouritz Mackeprangs Danmarks middelalderlige Døbefonte.

## Galleri
| - Korbuen - Skibet set mod øst - Korbue og kor - Korbue med kalkmalerier fra 1225-50 |

| - Korbuen, detaljer - Korbue nordvange, Abels offer - Korbue top, Korslam - Korbue sydvange, Kains offer |

| - Dekorationer om svikkelhullerne - Korhvælv - Skib 2.fag, hvælv, dekoration om svikkelhuller - Skib 3.fag, hvælv, dekoration om svikkelhuller |